# Nathalie (Film)
Nathalie, auch bekannt als Nathalie – Wen liebst du heute Nacht? (Originaltitel: Nathalie …), ist ein erotisches Filmdrama von Anne Fontaine aus dem Jahr 2003, das als französisch-spanische Koproduktion entstand. In den Hauptrollen sind Fanny Ardant, Emmanuelle Béart und Gérard Depardieu zu sehen.

## Handlung
Die Pariser Gynäkologin Catherine gibt für ihren Mann Bernard eine Geburtstagsfeier. Er kann jedoch nicht kommen, weil er seinen Flug verpasst hat. Am nächsten Morgen entdeckt Catherine eine Sprachnachricht auf seinem Mobiltelefon. Wie sich herausstellt, hat Bernard eine Affäre mit einer anderen Frau. Am darauffolgenden Abend stellt Catherine ihn zur Rede. Er gesteht auch andere Seitensprünge, versichert ihr aber, dass sie ihm nichts bedeutet hätten. Da sie schon lange nicht mehr miteinander geschlafen haben und Catherine darunter leidet, sich mit ihm auseinandergelebt zu haben, drängt sie zu erfahren, was Bernard an seinen Seitensprüngen reizt. Sie geht in einen Nachtclub und beauftragt die Prostituierte Marlène, Bernard unter dem Namen „Nathalie“ zu verführen. Als sich die beiden Frauen in einer Bar erneut treffen, berichtet Marlène ausführlich von ihrem Treffen mit Bernard. Anfangs ist es für Catherine befremdlich, als Marlène ihr erzählt, dass sie mit Bernard geschlafen habe. Aufgrund ihrer Neugier will Catherine dennoch alle Einzelheiten erfahren.
Die beiden Frauen treffen sich fortan regelmäßig. Marlènes detailreiche Schilderungen von ihren intimen Begegnungen mit Bernard stoßen bei Catherine auf mehr und mehr Interesse. Als Bernard aus beruflichen Gründen verreisen muss, lässt sich Catherine auf eine Affäre mit einem Kellner ein und erzählt es anschließend Marlène. Allmählich entwickelt sich zwischen den Frauen ein freundschaftliches Band. Catherine nimmt Marlène, die sich nebenbei zur Kosmetikerin ausbilden lässt, mit zu ihrer Mutter und lässt sie dort in ihrem ehemaligen Zimmer übernachten. Bei einer anderen Gelegenheit erzählt Marlène, dass Bernard Catherine verlassen wolle, um mit ihr zu leben. Catherine will das jedoch nicht wahrhaben und sieht ein, dass sie ihre Ehe nicht aufgeben will.
Als Marlène auf das Ehepaar trifft, stellt sich schließlich heraus, dass sich Bernard und das Mädchen gar nicht kennen. Catherine sucht Marlène ein letztes Mal auf. Diese gesteht ihr, dass sie alle Erlebnisse mit Bernard erfunden habe, da „sich eine solche Gelegenheit nicht oft bietet“. Da Catherine für sie wie eine Mutter und Freundin zugleich geworden sei, habe sie zudem befürchtet, Catherine nie wiederzusehen, wenn sie ihr die Wahrheit gesagt hätte. Daraufhin finden Catherine und Bernard wieder zueinander.

## Hintergrund
Ursprünglich sollte Vanessa Paradis die Titelrolle übernehmen, aufgrund einer Schwangerschaft musste sie jedoch absagen. Emmanuelle Béart sprang in der Folge für sie ein. Für Fanny Ardant und Gérard Depardieu war es nach gemeinsamen Filmen wie Die Frau nebenan (1981) oder Die Auferstehung des Colonel Chabert (1994) bereits das vierte Mal, dass sie vor der Filmkamera ein Liebespaar spielten.
Die Dreharbeiten fanden in Paris statt. Am 11. September 2003 feierte der Film auf dem Toronto International Film Festival seine Premiere. In Deutschland kam er am 5. August 2004 in die Kinos. Das weltweite Einspielergebnis belief sich auf 5,2 Millionen Dollar. Im Jahr 2005 erschien das Erotikdrama auf DVD. 2009 wurde es von Atom Egoyan unter dem Titel Chloe mit Liam Neeson, Julianne Moore und Amanda Seyfried neuverfilmt.

## Kritiken
„Das in ruhigem Stil inszenierte Ehedrama lotet die Befindlichkeit der bürgerlichen Intimität aus und konfrontiert den Zuschauer mit einer Grauzone der Gefühle“, befand das Lexikon des internationalen Films. Christina Tilmann vom Tagesspiegel sah in der Gegenüberstellung der beiden unterschiedlichen Frauenrollen die Essenz des Films. „Blond und brünett, jung und alt, lässig und verletzt: So gegensätzlich die beiden sind, so magisch ziehen sie sich an, und von der Spannung, dem Wettstreit lebt der Film – und verlässt sich vielleicht etwas zu sehr darauf.“
Claudia Lenssen von der taz bezeichnete den Film als „bizarre Mischung aus Hörstück und Schaulust“. Emmanuelle Béart wirke „mit niedergeschlagenem Blick, aufgeworfenen Lippen und stets choreografierter Körperspannung“ wie eine „Kunstfigur“ und bemühe sich in ihrer Rolle nach Kräften und „mit Todernst“. Fanny Ardant habe es dagegen „mit ihren Talenten und ihrer Ausstrahlung“ einfacher, „der Ambivalenz von Cathérine mit leiser Komik Kontur“ zu verleihen.
Für Cinema war Nathalie ein „elegant inszenierte[s] Erotikon“. Der Sinn von Catherines Vorgehen und auch „was Madame Fontaine mit ihrem verbalerotischen Film bezwecken will“, lasse sich jedoch nicht eindeutig entschlüsseln. Das Fazit lautete: „Starke Darstellerinnen in einem erotischen Drama, das einen tieferen Sinn schuldig bleibt.“ Die Fernsehzeitschrift Prisma kam zu einem ähnlichen Urteil. Es handle sich um  „einen erotischen Ensemblefilm“, der am Ende lediglich „vom Spiel der hochkarätigen Darsteller (allen voran Emmanuelle Béart)“ getragen werde. Die Handlung gleite dagegen „schnell in Belanglosigkeiten“ ab und sei bis zuletzt „erstaunlich oberflächlich“.

## Auszeichnungen
Fanny Ardant und Emmanuelle Béart erhielten je eine Nominierung für den Publikumspreis des Europäischen Filmpreises als Beste Darstellerin. Sie unterlagen jedoch Penélope Cruz in Don’t Move.

## Deutsche Fassung
Die deutsche Synchronfassung entstand bei der Film- & Fernseh-Synchron in München. Für das Dialogbuch war Heike Kospach zuständig, die Dialogregie führte Marina Köhler.
| Rolle              | Darsteller       | Synchronsprecher   |
| ------------------ | ---------------- | ------------------ |
| Catherine          | Fanny Ardant     | Viktoria Brams     |
| Nathalie / Marlène | Emmanuelle Béart | Susanne von Medvey |
| Bernard            | Gérard Depardieu | Manfred Lehmann    |